# Balistapus undulatus
Balistapus undulatus és un peix teleosti de la família dels balístids i de l'ordre dels tetraodontiformes. Pot arribar als 30 cm de llargària total. Es troba des de les costes del Mar Roig fins a les de KwaZulu-Natal (Sud-àfrica), les Illes Marqueses, les Tuamotu, sud del Japó, Nova Caledònia i el sud de la Gran Barrera de Corall.